# Pyridiniumtribromid
Pyridiniumtribromid ist eine chemische Verbindung des Broms aus der Gruppe der Pyridiniumverbindungen.

## Gewinnung und Darstellung
Pyridiniumtribromid kann durch Reaktion von Pyridiniumhydrobromid mit Brom oder Thionylbromid gewonnen werden.

## Eigenschaften
Pyridiniumtribromid ist ein kristalliner roter geruchloser Feststoff, der praktisch unlöslich in Wasser ist.

## Verwendung
Pyridiniumtribromid wird als Bromierungsreagenz von Ketonen, Phenolen und Ethern verwendet. Es hat dabei mehrere Vorteile gegenüber elementarem Brom, wie etwa das sehr präzise Abwiegen bei Reaktionen im kleinen Maßstab. Ein Beispiel für die Anwendung ist die Bromierung des 3-Ketosteroids 1 zum 2,4-Dibromcholestanon (2):